# Starlink: Battle for Atlas
Starlink: Battle For Atlas è un videogioco di tipo simulatore di volo pubblicato nel 2018 da Ubisoft per Nintendo Switch, Microsoft Windows, Xbox One e PlayStation 4.

## Trama
Pianeta Terra anni 2000: il professore Victor St. Grand durante una spedizione in Antartide si imbatte in una nave spaziale aliena precipitata, con a bordo un essere vivente che chiamerà Judge. Judge ha bisogno di aiuto per riportare la pace nel sistema solare di Atlas dove incombe la minaccia della Legione. Judge donerà a St. Grand la tecnologia per costruire un'astronave madre, dotata di propulsione a curvatura alimentato a Nova, un potente minerale energetico, e sei astronavi da caccia. St. Grand si adopererà anche per trovare i sei piloti in grado di affrontare la battaglia.

## Modalità di gioco
Il videogioco è un classico simulatore di volo incentrato più sull'azione arcade che una vera e propria simulazione. Le azioni si svolgeranno sia a terra sia nello spazio, con missioni di vario tipo. Si può interagire con i classici controller delle console o con un apposito controller, dove si alloggeranno i dispositivi di gioco, i piloti, le armi e le astronavi aggiuntive acquistabili separatamente. Durante l'azione il giocatore dovrà esplorare il sistema Atlas e i suoi sette pianeti abitabili, tutti con caratteristiche differenti, per poter progredire con la storia e sconfiggere la legione.

## Personaggi
- Victor St. Grand: scienziato, esploratore, pilota e astrofisico: Progetta e costruisce la nave madre spaziale Equinox IV. Durante un'esplorazione antartica incontra e salva l'alieno Judge, grazie al quale inventerà la tecnologia Superluminale (un motore a curvatura alimentato a Nova) in grado di compiere viaggi interstellari. Lui recluterà tutti i piloti terrestri dell'iniziativa Starlink e costruirà le navi da caccia terrestri. Si recherà nelle Pleiadi due volte, prima di giungere ad Atlas.
- Mason Rana: terrestre, un inventore e ingegnere provetto. Ha ideato la tecnologia Starlink, anche se molto giovane è un leader nato, a bordo della Equinox viene considerato una specie di comandante. St. Grand ha trovato in lui doti straordinarie. Pilota la Zenith nave appartenente e affidatagli da Victor, la sua abilità speciale è comandare alla Equinox un attacco di un potente raggio laser balistico di copertura, detto attacco orbitale utile nelle fasi di combattimento più ostiche. Mason è un ottimo ed equilibrato pilota da caccia.
- Zara "Razor" Lemay: terrestre, tattico e meccanico, pilota e primo ufficiale a bordo della Equinox. Il suo carattere impulsivo l'ha portata ad abbandonare l'accademia aeronautica e a unirsi a una Rock Band come batterista. Victor la incontra in Germania durante un concerto e la recluta. Conia per lei un nuovo nome da battaglia, Razor, e le affida la nave spaziale Cerberus. A bordo della Equinox è anche il miglior pilota. Come abilità speciale è in grado di eseguire una Power Chord, un potente attacco sonico in grado di stordire tutti i nemici nelle vicinanze.
- Judge: origine sconosciuta, è un'entità costituita da molti piccoli esseri detti "sciame". Precipitò sulla Terra all'interno di un blocco di electrum, in cambio per averlo salvato egli insegnò a Victor come utilizzare il Nova, una forma di energia molto potente, la quale in seguito verrà usata per alimentare la Equinox. La sua nave è la Neptune (nome in onore del gigante gassoso) è la più pesante e corazzata della flotta, e la sua abilità in combattimento è l'anomalia temporale in grado di rallentare il tempo intorno a sé, così facendo può colpire i nemici indisturbato o evacuare la zona di combattimento in maniera sicura. Judge cela un segreto.
- Fox McCloud (solo Nintendo Switch): provenienza Corneria, sistema Lylat. Egli è un mercenario, pilota e comandante della squadriglia Star Fox, la quale si trova nel sistema Atlas poiché è all'inseguimento del suo acerrimo nemico Wolf O'Donnell, il capo della squadra Star Wolf. Si unirà all'iniziativa Starlink insieme con tutta la sua squadriglia. Pilota l'Arwing, una nave equilibrata in tutto. La sua abilità speciale è il Rock 'n Roll, per un breve periodo di combattimento un membro a caso della squadra Star Fox (Peppy Hare, Falco Lombardi o Slippy Toad) viene in suo aiuto a bordo di un altro Arwing e opera in maniera autonoma.
- Hunter Hakka: terrestre, etnia samoana. Ex membro dei reparti speciali e pilota di elicotteri d'attacco. Egli sembra calmo e tranquillo ma in realtà è un abile combattente. St. Grand lo incontra in un monastero himalayano dove stava trascorrendo la sua vita. Hunter è l'unico membro della Equinox a non avere accettato di far parte della missione da subito. Pilota la nave Lance e come abilità speciale effettua un attacco di tipo stealth chiamato colpo dell'ombra, in grado di distruggere nemici nelle vicinanze senza mancare mai il bersaglio.
- Kharl Zeon: provenienza Kirite, sistema Atlas. Scienziato e pilota, membro della prima spedizione dedita alla ricerca. Si incontrerà durante le vicende del gioco e si unirà all'iniziativa Starlink. Affascinato dagli antichi artefatti dei Guardiani farà di tutto per scoprire i segreti dei pianeti del sistema Atlas. Ha le fattezze di umano/anfibio. Pilota in grado di eseguire l'abilità speciale scudo a vortice, che genera davanti alla nave da lui pilotata uno scudo di pura energia in grado di assorbire i colpi nemici, trattenerli e rispedirli indietro al mittente.
- Levi McCray: terrestre, nazionalità Stati Uniti. Abile con dispositivi elettronici, infiltrazione, hackeraggio sistemi e amante dei social network, inoltre si rivela essere un buon pilota da caccia. Levi è l'unico membro della Equinox a non essere stato scelto da Victor, infatti si è intrufolato come clandestino a bordo poco prima della partenza per il sistema Atlas. Victor in seguito lo riterrà indispensabile e utile a bordo. Egli è molto giovane e impulsivo. Pilota la velocissima nave d'assalto Scramble, gemella della Pulse. In battaglia può utilizzare l'abilità speciale pericolo puro in grado di rendersi invulnerabile per un breve periodo di tempo, durante il quale ogni nemico che viene toccato dalla sua nave viene danneggiato.
- Zevram "Shaid" Va: da Sonatus sistema Atlas. Ex predone fuorilegge, venne rinnegata dai predoni perché scoperta dagli stessi rubare un grosso carico di Electrum. Successivamente a Shaid viene commissionato da St.Grand un artefatto degli antichi Guardiani di Atlas, grazie al quale si può raffinare il Nova dal minerale Elecrum, che ella sottrarrà ai Predoni, poi scoperta e per questo inseguita da essi. Verrà salvata dai membri dell'iniziativa Starlink, riconoscente per ciò, si unirà al gruppo abbandonando definitivamente i predoni. Pilota la nave spaziale Nadir, una nave da trasporto modificata e assemblata utilizzando pezzi di navi diverse. La sua abilità speciale in battaglia è la scomparsa che rende la Nadir totalmente invisibile ai nemici per un periodo breve di tempo, durante il quale Shaid può colpire a suo piacimento i nemici indisturbata.
- Calisto "Chase" Da Silva terrestre, nazionalità brasiliana. Pilota di auto da corsa. Dopo un tremendo incidente in gara perde il braccio sinistro, e le viene sostituito da una protesi robotica. St.Grand le offre una seconda possibilità chiedendole di unirsi all'equipaggio della Equinox. Pilota la nave Pulse la più veloce della flotta. La sua abilità speciale in battaglia è la Overdrive, viene sovralimentato il motore della Pulse e così è in grado per poco tempo di muoversi a velocità elevata e colpire i nemici a piacimento.
- Eli Arborwood proviene da Haven, sistema Atlas. Eli fa parte di una razza aliena ibrido umano/pianta, ha oltre 300 anni ex cacciatore di taglie. Conoscente e vecchio socio di Shaid. Ora è un cercatore di Electrum con movenze e sembianze da cowboy, si metterà a disposizione del gruppo Starlink per sconfiggere la legione. Durante le vicende dirà nozioni storiche sulle varie vicende accadute sui pianeti del sistema Atlas. La sua abilità speciale in battaglia è il Pistolero, per un breve tempo riesce a colpire in maniera certa e precisa i nemici nelle vicinanze con potenti scariche laser.
- Startail nativa di Atlas è una buffa bambina aliena con sembianze da roditore, pur non essendo adulta essa è un'ottima pilota da caccia e una grande guerriera. La sua abilità speciale in battaglia è chiamata Armageddon ed è un potente attacco balistico incendiario, capace di annientare i nemici nelle vicinanze.
- Grax Comandante supremo della legione, viene a sapere che St.Grand può raffinare il Nova, e quindi cercherà di rapirlo per ottenere la tecnologia. Mira a diventare un Guardiano. Sembrerebbe che abbia sembianze umane anche se il volto è sempre coperto da una maschera.
- Legione colore Rosso. Esercito che mira a conquistare il sistema Atlas, sono dotati di armi potenti e di un numero di soldati molto elevato. I comandanti sono spietati. Conquistano i sette pianeti con ferocia e crudeltà. Sembrano i responsabili della distruzione dell'ottavo pianeta, ridotto ad un ammasso di detriti che orbitano nel sistema Atlas. Inoltre danneggiarono ecosistemi, flora e fauna di ogni pianeta.
- Predoni della frontiera colore Viola. Sono fuorilegge che infestano i sette pianeti. Nello spazio intorno al sistema si celano le loro astronavi rifugio, essi attaccano indiscriminatamente chiunque capiti a tiro in cerca di materiali ed Electrum. Alcuni avamposti sui vari pianeti sono presidiati da torrette difensive dei predoni. I capi sono dotati di astronavi più potenti e sono più abili in combattimento, non è raro vedere Predoni in scontri contro la Legione.
- Cercatori colore bianco, e se entrano a far parte dell'Iniziativa Starlink poi Giallo, pionieri di varie razze aliene che arrivarono ad Atlas per la corsa all'Electrum e per colonizzare il sistema, costruirono vari insediamenti su tutti i pianeti. Generalmente sono gente pacifica. La legione è in guerra con loro. Alcuni di loro sono Osservatori ed alcuni scienziati e biologi.
- Guardiani sono le prime persone che colonizzarono Atlas, dotati di tecnologia scientifica molto sviluppata. In tutti i pianeti sono rimasti ruderi dei loro insediamenti e delle Guglie che hanno effetti specifici su ogni pianeta. Intorno ai Guardiani aleggia un alone di mistero tra leggenda e realtà. Essi inoltre erano in grado di raffinare il Nova e sparirono da Atlas senza un apparente motivo.
- Star Wolf, acerrimo nemico della squadra Star Fox. Egli è giunto nel sistema Atlas per conquiste e si alleerà con alcuni predoni.
- Hespera Thorn, una scienziata aliena di razza Bion che St.Grand conobbe durante il primo viaggio interstellare della Equinox. Vive su Vylus. Vuole conoscere di più i Guardiani ed i loro segreti ed essa crede che Judge potrebbe esserne la chiave. Nasconde un segreto importante.
- Fern, scienziata aliena e comandante di un osservatorio su Sonatus. Darà una mano alla Iniziativa Starlink.
- Rankor, cercatore e predone di Haven. Dalle sembianze umano/uccello entrerà a far parte del gruppo perché odia la Legione. Egli è un abile pilota.
- Galla, è una ribelle di Vylus combatte la legione e i predoni sul suo pianeta. Darà una mano alla causa fornendo indicazioni importanti. Il suo aspetto è di un insetto umanoide.
- Sorren, essa è una predone rinnegata del sistema Atlas. Ha risentimenti verso Grax e la legione. Aiuterà l'iniziativa Starlink.
- Reyla Corto, capo e comandante di avamposto dei predoni. In combattimento è molto abile ed è difficile contrastarlo.
- Tak Vega, comandante della legione e subalterno di Grax. Farà di tutto per contrastare l'iniziativa Starlink.
- Zonna Vangore, capo dei predoni della frontiera ed ottima pilota da caccia si rivelerà un'avversaria ostile.
- Jeryl Flex, comandante della legione. Spietato e senza rimorsi.
- Korfax, Capo predone e pericoloso combattente. Poco dotato intellettualmente.
- Fortunio, una specie di capo predone. Gestisce ed organizza le gare clandestine sulla luna cremisi, pur non direttamente aiuterà l'iniziativa Starlink nella sua missione in Atlas. Fortunio è un ottimo pilota e un vecchio conoscente di Eli.